# Aprelewka (Kaliningrad)
Aprelewka (russisch Апрелевка, deutsch Wargienen, Kreis Königsberg/Samland) ist ein Ort in der russischen Oblast Kaliningrad. Er gehört zur kommunalen Selbstverwaltungseinheit Stadtkreis Gurjewsk im Rajon Gurjewsk.

## Geographische Lage
Aprelewka liegt im südöstlichen Samland und 14 Kilometer von Kaliningrad (Königsberg) entfernt. Durch den Ort verläuft die Kommunalstraße 27K-128 von Nisowje (Waldau) an der Kommunalstraße 27K-031 (alte Trasse der A 229) nach Konstantinowka (Konradswalde) an der Regionalstraße 27A-024 (ex A190). Bis 1945 war Gamsau (russisch: Podgornoje) die nächste Bahnstation an der Strecke von Königsberg (Preußen) über Possindern (russisch: Roschtschino) nach Tapiau (Gwardeisk) der Königsberger Kleinbahn, die jedoch nicht reaktiviert wurde.

## Geschichte
Das vor 1946 Wargienen genannte Dorf wurde im Jahre 1383 gegründet. Zwischen 1874 und 1945 war der Ort in den Amtsbezirk Groß Legden (russisch: Dobroje) eingegliedert und gehörte somit zum Landkreis Königsberg (Preußen) (1939 bis 1945 Landkreis Samland) im Regierungsbezirk Königsberg der preußischen Provinz Ostpreußen. Nach 1895 unterschied man zwischen dem Gutsbezirk Adlig Wargienen und der Landgemeinde Köllmisch Wargienen, wobei letztere am 8. Oktober 1901 ebenfalls in einen Gutsbezirk umgewandelt wurde. Im Jahre 1910 zählte Adlig Wargienen 35 und Köllmisch Wargienen 77 Einwohner.
Am 30. September 1928 kamen Teile von Adlig Wargienen zu Waldau (russisch: Nisowje), während der restliche Gutsbezirk, der Gutsbezirk Köllmisch Wargienen, der Gutsbezirk Legitten (Pobedino) – allerdings nur teilweise – und der Gutsbezirk Spitzings (Malinniki) sich zur neuen Landgemeinde Wargienen zusammenschlossen. Die Einwohnerzahl dieser Gemeinde betrug 1933 296 und 1939 bereits 328.
Infolge des Zweiten Weltkriegs kam Wargienen mit dem nördlichen Ostpreußen zur Sowjetunion. Im Jahr 1947 erhielt der Ort die russische Bezeichnung Aprelewka und wurde gleichzeitig dem Dorfsowjet Nisowski selski Sowet im Rajon Gurjewsk zugeordnet. Von 2008 bis 2013 gehörte Aprelewka
zur Landgemeinde Nisowskoje selskoje posselenije und seither zum Stadtkreis Gurjewsk.

## Kirche
Vor 1945 war die Bevölkerung Wargienens fast ausnahmslos evangelischer Konfession. Das Dorf war in das Kirchspiel der Kirche Arnau (russisch: Rodniki) eingepfarrt und gehörte zum Kirchenkreis Königsberg-Land II in der Kirchenprovinz Ostpreußen der Kirche der Altpreußischen Union. Der letzte deutsche Geistliche war Pfarrer Arthur Brodowski. Heute liegt Aprelewka im Einzugsgebiet der in den 1990er Jahren neu errichteten evangelisch-lutherischen Auferstehungskirche in Kaliningrad (Königsberg), der Hauptkirche der Propstei Kaliningrad in der Evangelisch-lutherischen Kirche Europäisches Russland (ELKER).